# فيشتشيتاراسيفكا (دنيبروبيتروفسكا)
فيشتشيتاراسيفكا (Вищетарасівка) هي مدينة في مقاطعة دنيبروبيتروفسكا في أوكرانيا.
يبلغ عدد سكانها حوالي 3615 نسمة.